# یواس‌اس کلمبوس (۱۸۱۹)
یواس‌اس کلمبوس (۱۸۱۹) (به انگلیسی: USS Columbus (1819)) یک کشتی بود که طول آن ۱۹۱ فوت ۹ اینچ (۵۸٫۴۵ متر) بود. این کشتی در سال ۱۸۱۹ ساخته شد.